# Ceropegia papillata
Ceropegia papillata är en oleanderväxtart som beskrevs av Nicholas Edward Brown. Ceropegia papillata ingår i släktet Ceropegia och familjen oleanderväxter. Inga underarter finns listade i Catalogue of Life.